# Cyathea baroumba
Cyathea baroumba är en ormbunkeart som först beskrevs av Lucien Linden, och fick sitt nu gällande namn av Karel Domin. Cyathea baroumba ingår i släktet Cyathea och familjen Cyatheaceae. Inga underarter finns listade.